# 千谷道雄
千谷 道雄（ちや みちお、1920年11月11日 - 2006年）は、日本の歌舞伎評論家。

## 来歴
愛知県名古屋市生まれ。1942年東京帝国大学国文科を繰り上げ卒業で兵役。同期に阿川弘之がいる。戦後ソ連に抑留され、1947年帰国し、東京で中学の国語教師、1949年守随憲治の世話で松竹に入り、中村吉右衛門劇団で制作担当となった。1961年、8代目松本幸四郎とともに東宝へ移籍。大部屋俳優の暮らしぶりの悲惨さなど、歌舞伎世界の裏面を描いた『秀十郎夜話』で、1959年読売文学賞を受賞した。
三島由紀夫が6代目中村歌右衛門を描いた『女方』の視点人物・増山について、千谷は「自分をモデルにしている」と述べている。

## 著書
- 『秀十郎夜話 初代吉右衛門の黒衣』文藝春秋新社 1958／冨山房百科文庫 1994（解説渡辺保）
- 『裏方物語 舞台裏の人々』早川書房 1964
- 『吉右衛門の回想』木耳社 1967
- 『死の航跡』北洋社 1977
- 『幸四郎三国志 菊田一夫との4000日』文藝春秋 1981
- 『明治を彩る女たち お梅・お須磨・ぽん太・お鯉・妻吉』文藝春秋 1985